# Halfway Nunatak
Halfway Nunatak är en nunatak i Antarktis. Den ligger i Östantarktis. Nya Zeeland gör anspråk på området. Toppen på Halfway Nunatak är 1 268 meter över havet.
Terrängen runt Halfway Nunatak är huvudsakligen kuperad, men åt sydost är den platt.  Trakten är obefolkad. Det finns inga samhällen i närheten.